# بروکفیلد (ماساچوست)
بروکفیلد(به انگلیسی: Brookfield) شهرکی در شهرستان ورچستر ایالت ماساچوست می‌باشد که در سال ۱۷۱۸ بنیان‌گذاری شده‌است. این شهرک در سرشماری سال ۲۰۱۰ میلادی، ۳٬۳۹۰ نفر جمعیت داشته‌است.